# 주블라디보스토크 대한민국 총영사관
주블라디보스토크 대한민국 총영사관(러시아어: Генеральное Консульство Республики Корея в г. Владивостоке)은 1992년 러시아 블라디보스토크에 개설된 대한민국 외교부 소속의 영사관이다. 영사 업무와 더불어, 한국교육원, 한국무역공사, 한국관광공사, 한국농수산식품유통공사과 대러시아 업무를 수행하고 있다.

## 연혁
- 1992년 10월 22일: 총영사관 업무 개시[1]

## 역대 총영사
- 박명준 초대 총영사
- 이석곤 2대 총영사
- 최용삼 3대 총영사
- 태석원 4대 총영사
- 이준화 5대 총영사[2]
- 최재근 6대 총영사
- 전대완 7대 총영사
- 김무영 8대 총영사
- 이양구 9대 총영사
- 이석배 10대 총영사
- 오성환 11대 총영사[3][4]
- 하병규 12대 총영사

## 관할 구역
- 프리모르스키 변경주
- 하바롭스크 변경주
- 사할린주
- 마가단주
- 캄차카 변경주
- 축치 자치구
- 아무르주
- 유대인 자치주

## 같이 보기
- 주러시아 대한민국 대사관
- 주상트페테르부르크 대한민국 총영사관
- 주유즈노사할린스크 대한민국 출장소[5]
- 주이르쿠츠크 대한민국 총영사관